# Långasjön (Bräkne-Hoby socken, Blekinge, 624554-145574)
Långasjön är en sjö i Ronneby kommun i Blekinge och ingår i Bräkneåns huvudavrinningsområde. Sjön är 22,8 meter djup, har en yta på 0,24 kvadratkilometer och befinner sig 70,2 meter över havet. Vid provfiske har abborre, gädda, mört och sik fångats i sjön.

## Delavrinningsområde
Långasjön ingår i det delavrinningsområde (624505-145615) som SMHI kallar för Mynnar i Bräkneån. Medelhöjden är 74 meter över havet och ytan är 6,34 kvadratkilometer. Det finns inga avrinningsområden uppströms utan avrinningsområdet är högsta punkten. Sävsjöå som avvattnar avrinningsområdet har biflödesordning 2, vilket innebär att vattnet flödar genom totalt 2 vattendrag innan det når havet efter 22 kilometer. Avrinningsområdet består mestadels av skog (80 %). Avrinningsområdet har 1,58 kvadratkilometer vattenytor vilket ger det en sjöprocent på 3,5 %.